# María I de Hungría
María I o María de Anjou (en latín, Maria Andegavensis; en húngaro, Anjou Mária; en croata, Marija Anžuvinska; en polaco, Maria Andegaweńska; c. 1371-Buda, 17 de mayo de 1395) fue reina de Hungría y Croacia entre 1382 y 1385 y desde 1386 hasta su muerte. Era hija de Luis I «el Grande», rey de Hungría y de Polonia, y su esposa Isabel de Bosnia. El matrimonio de María con Segismundo de Luxemburgo, miembro de la dinastía imperial de Luxemburgo, se había decidido antes de su primer cumpleaños. Una delegación de prelados y señores polacos confirmó su derecho a suceder a su padre en Polonia en 1379.
Fue coronada «rey» de Hungría el 17 de septiembre de 1382, siete días después de la muerte de su padre. Isabel de Bosnia asumió la regencia y eximió a los nobles polacos de jurar lealtad a María en favor su hermana menor Eduviges, a principios de 1383. La idea de un monarca femenina fue impopular entre la nobleza húngara, ya que la mayoría de ellos consideraban al primo lejano de María, Carlos III de Nápoles, como el rey legítimo. Para fortalecer la posición de María, la reina madre quería que su hija se casara con Luis, hermano menor de Carlos VI de Francia. El compromiso fue anunciado en mayo de 1385.
Carlos III de Nápoles desembarcó en Dalmacia en septiembre de 1385. Segismundo de Luxemburgo invadió la Alta Hungría (ahora Eslovaquia), lo que obligó a la reina madre a entregarle a María como esposa en octubre. Sin embargo, no pudieron evitar que Carlos III entrara en Buda. Después de que María abdicó, Carlos III fue coronado rey el 31 de diciembre de 1385, pero fue asesinado por incitación de Isabel de Bosnia en febrero de 1386. María fue restaurada en el trono, pero los partidarios del rey asesinado la capturaron y a su madre el 25 de julio. La reina madre fue asesinada en enero de 1387, pero María fue liberada el 4 de junio de 1387. María permaneció oficialmente como cogobernante junto a Segismundo, quien luego fue coronado rey, y la influencia de su esposa sobre el gobierno ya era mínima. María y su hijo prematuro murieron después de que su caballo los arrojara durante un viaje de caza.

## Primeros años

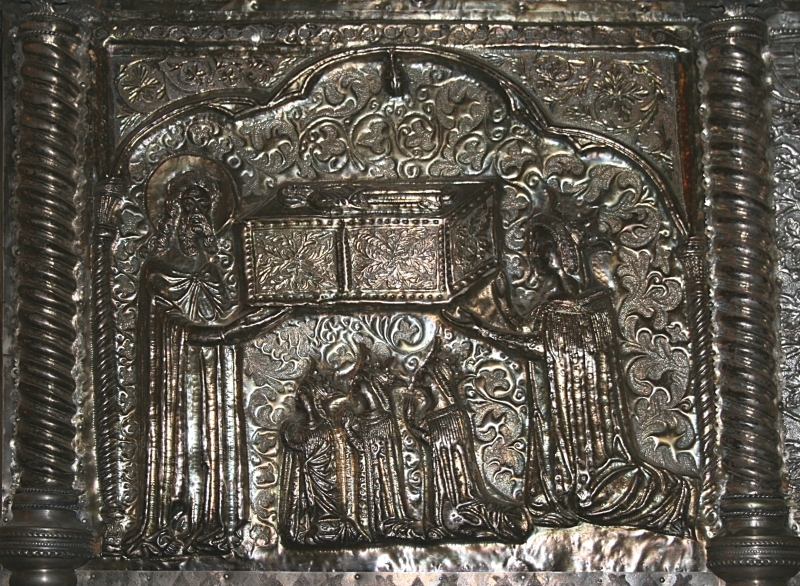
Isabel de Bosnia y sus tres hijas ilustradas en una plancha metálica en Zagreb.

Nacida en la segunda mitad de 1371, era hija de Luis I, rey de Hungría y Polonia, y su segunda esposa, Isabel de Bosnia. Era la segunda hija de sus padres. No habían tenido hijos durante más de una década antes de que la hermana mayor de María, Catalina (n. 1370). María y Catalina tuvieron otra hermana, Eduviges, en 1374.
Como Luis I no engendraba hijos varones, la expectativa de que legaría a sus hijas Hungría, Polonia y sus pretensiones sobre Nápoles y Provenza las convertía en cónyuges deseables para los miembros de las familias reales europeas. Antes del primer cumpleaños de María, su padre hizo una promesa al emperador teutón Carlos IV de que ella se casaría con su segundo hijo, Segismundo. Luis I confirmó su promesa en un acta en junio de 1373. Ambos estaban estrechamente emparentados, porque la abuela paterna de María, Isabel de Polonia, era la hermana del bisabuelo de Segismundo, Casimiro III de Polonia. El papa Gregorio XI emitió la dispensa necesaria para el matrimonio el 6 de diciembre de 1374. Los principales señores húngaros y polacos aprobaron la promesa de Luis I sobre el matrimonio de María y Segismundo el 14 de abril de 1375.
Su hermana mayor, Catalina, comprometida con Luis de Francia, murió a fines de 1378. Luis I confirmó su promesa anterior del matrimonio de María y de Segismundo al hermano de este, Wenceslao, en Zólyom (actual Zvolen, Eslovaquia) en 1379. Luis I y Wenceslao también acordaron que reconocerían a Urbano VI como el papa legítimo en lugar de Clemente VII. María se comprometió formalmente con Segismundo en Nagyszombat (actual Trnava, Eslovaquia) en el mismo año. Segismundo, que había sido nombrado entretanto margrave de Brandeburgo, llegó a Hungría en ese año.
Luis I convocó a los prelados y señores polacos a Kassa (actual Košice, Eslovaquia) en septiembre de 1379 e intentó convencerlos de reconocer el derecho de María de sucederle en Polonia. El cronista contemporáneo Jan de Czarnków, quien estaba ensañado contra el rey húngaro, registró que los polacos cedieron ante las demandas de Luis I solo después de que les había impedido abandonar la ciudad cerrando sus puertas. En una reunión con el duque de Austria, Leopoldo III, a principios de 1380, Luis I aparentemente dijo que legaría Hungría a su hija menor, Eduviges, que estaba comprometida con el hijo del duque, Guillermo. Por petición del rey húngaro, una delegación de nobles polacos nuevamente homenajearon a Segismundo y María el 25 de julio de 1382. Según el historiador Oscar Halecki, Luis I tenía la intención de dividir su reino entre sus dos hijas sobrevivientes, pero Pál Engel y Claude Michaud indican que el rey húngaro enfermo quería legar tanto a Hungría como Polonia a María y Segismundo.

## Reinado

### Ascenso al trono (1382-1384)
Luis I murió el 10 de septiembre de 1382. El cardenal Demetrio, arzobispo de Esztergom, coronó a María «rey» con la Santa Corona húngara en Székesfehérvár el 17 de septiembre, un día después del entierro de su padre. El título de María y su rápida coronación en ausencia de su prometido, Segismundo, demuestran que su madre y los partidarios de su madre querían enfatizar el papel de María como monarca y posponer o incluso obstaculizar la coronación de Segismundo.
La reina madre Isabel asumió la regencia. El nádor Nicolás Garai y el cardenal Demetrio fueron sus principales consejeros. La mayoría de los barones de Luis I conservaron sus cargos; la reina madre solo despidió al maestro de coperos, Jorge Czudar, y a su hermano Pedro, viavoda de Rutenia. Según el historiador del siglo XV Jan Długosz, los hermanos Czudar entregaron fortalezas a los lituanos, quienes les habían «sobornado grandemente». La reina madre encarceló a Pedro Czudar antes del 1 de noviembre; sus cartas solo indicaban que «obviamente había sido desleal» sin especificar las razones de su arresto.

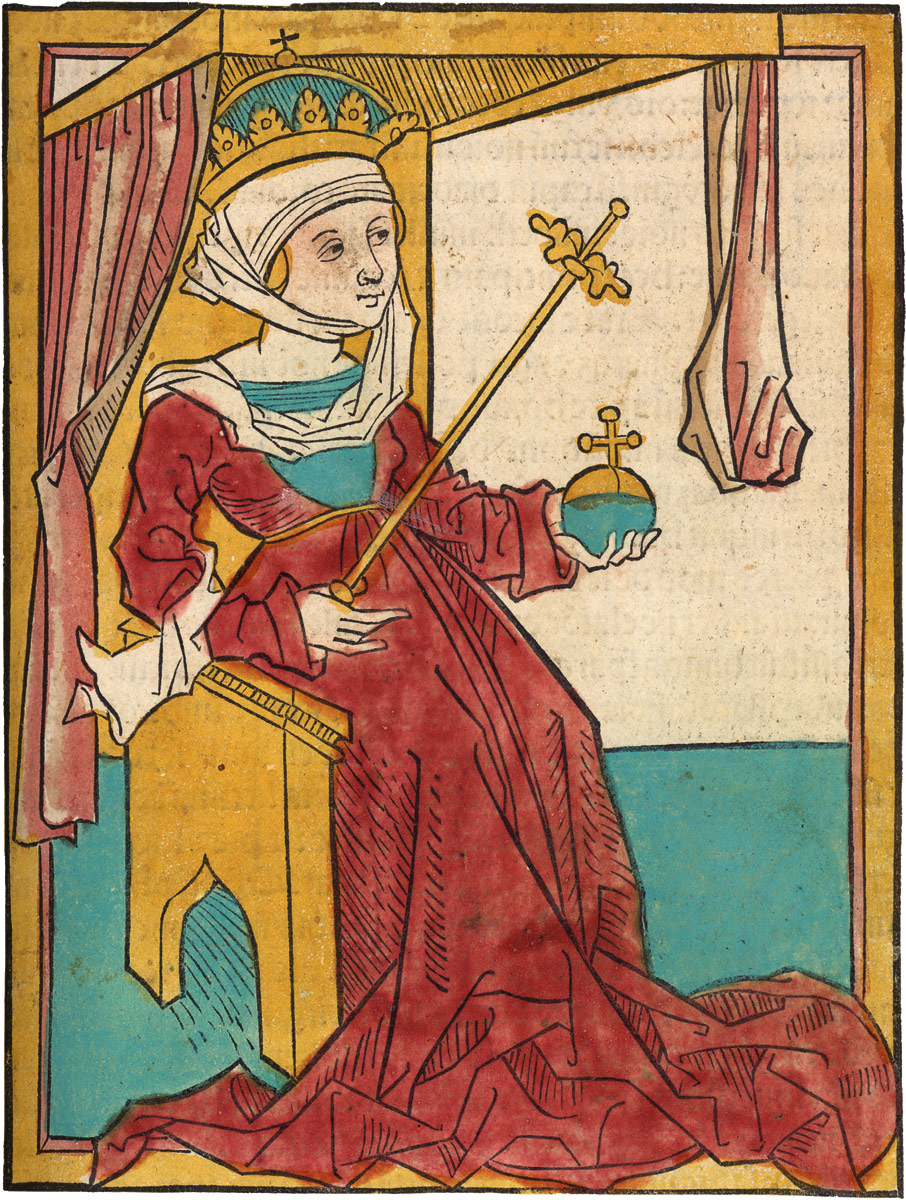
María ataviada con sus vestiduras reales (Chronica Hungarorum).

Las cédulas reales emitidas durante los primeros seis meses del reinado de María daban a entender que ella había heredado legalmente de su padre la Corona. Sin embargo, la mayoría de los nobles húngaros se opusieron firmemente a la idea de una monarca femenina. Consideraban a Carlos III de Nápoles como el legítimo heredero de Luis I, porque Carlos era el último descendiente varón de la casa capeta de Anjou. Carlos III no podía anunciar públicamente sus pretensiones sobre Hungría, porque su rival en el Reino de Nápoles, Luis I, duque de Anjou —tío de Carlos VI de Francia—, había invadido el sur de Italia el año anterior.
Los nobles de la Gran Polonia se ofrecieron homenajear a María o Eduviges en una reunión en Radomsko el 25 de noviembre, pero estipularon que la reina y su marido debían vivir en Polonia. La asamblea de nobles de la Pequeña Polonia aprobó una resolución similar en Wiślica el 12 de diciembre.  En esta última ocasión, como respuesta a la demanda de la reina madre Isabel, los nobles también prometieron que no homenajearían a nadie más que a María o Eduviges. El prometido de María, Segismundo, quien estaba en Polonia, regresó a Hungría. El arzobispo de Gniezno Bodzanta, la familia Nałęcz y sus aliados en la Gran Polonia favorecieron a un príncipe nativo, Siemowit IV de Masovia. Para evitar una guerra civil, la reina madre envió representantes a la próxima asamblea de nobles polacos en Sieradz a finales de febrero de 1383. El 28 de marzo, sus representantes absolvieron a los polacos de su juramento de lealtad a María de 1382 y anunciaron que la reina madre enviaría a su hija menor, Eduviges, a Polonia.
Juan de Palisna, prior de Vrana, se alzó en rebelión contra el gobierno de María y su madre en la primavera de 1383. Las reinas nombraron a Esteban Lackfi ban de Croacia. El ejército real marchó a Croacia y sitió Vrana, lo que forzó a Juan de Palisna a huir a Bosnia. Los defensores de Vrana se rindieron ante María, quien había estado presente durante el asedio junto con su madre, el 4 de noviembre. Para fortalecer la posición de su hija contra Carlos III de Nápoles, la reina madre Isabel envió a representantes a Francia e inició negociaciones sobre el matrimonio de María con el hermano menor de Carlos VI de Francia, Luis, quien una vez estuvo comprometido con su otra hija, Catalina. María y la reina madre abandonaron Croacia y Eslavonia a principios del año siguiente. La reina madre remplazó a Esteban Lackfi con Tomás Szentgyörgyi, quien empleó medidas draconianas para poner fin a una conspiración contra las reinas en Zadar en mayo de 1384.
Aunque la última dieta se celebró a principios de los años 1350, las reinas convocaron a una dieta para tratar con las quejas de los nobles húngaros. El 22 de junio de 1384, María ratificó los decretos de su padre de 1351 que reconocían privilegios de la nobleza. Las negociaciones del matrimonio de María en Francia causaron una nueva brecha dentro de la nobleza húngara, porque los Lackfi, Nicolás Zámbó, Nicolás Szécsi y otros altos oficiales nombrados durante el reinado de Luis I continuaron apoyando al prometido de María, Segismundo, de acuerdo con la voluntad del anterior rey húngaro. La reina madre los reemplazó con seguidores de Nicolás Garai en agosto de 1384. Los prelados también se opusieron al matrimonio francés, porque los franceses apoyaban a Clemente VII, considerado por el clero húngaro como un antipapa. La hermana de María, Eduviges, fue enviada a Polonia y el 16 de octubre de 1384 fue coronada reina. El cardenal Demetrio, que había acompañado a Eduviges a Polonia, no asistió a la corte de las reinas después de su regreso a Hungría. El gobierno real no pudo funcionar correctamente durante su ausencia porque era el guardián del sello real.

### Amenaza napolitana (1384-1385)
Luis I de Anjou murió el 10 de septiembre de 1384, lo que permitió a su rival, Carlos III de Nápoles, estabilizar su gobierno en Italia meridional durante los próximos meses. La consolidación de Carlos III en Nápoles también contribuyó a la formación de un grupo de nobles que apoyaba sus pretensiones en Hungría. Juan Horvat, ban de Macsó (actual Mačva, Serbia), y su hermano, Pablo, obispo de Zagreb, eran las principales figuras de ese movimiento. Segismundo de Luxemburgo intentó convencer a la reina madre de que aceptara su matrimonio con María, pero ella no le aceptó. Abandonó Hungría a principios de 1385.
Las reinas y sus partidarios iniciaron negociaciones con los representantes de la oposición, pero no se llegó a ninguna reconciliación en la reunión de Požega en la primavera de 1385. Después de la llegada a Hungría de una delegación francesa en mayo de 1385, María estaba comprometida con Luis de Francia. A partir de ese momento, Luis de Francia firmaba sus cartas como «Luis de Francia, rey de Hungría», según Jean Froissart. En el mismo mes, la reina madre despidió a Esteban Lackfi, acusándolo de alta traición. También envió cartas a Zagreb y otros lugares del reino, en las que prohibía a sus habitantes apoyar a los Lackfi, Nicholás Szécsi, el obispo Pablo Horvat y sus familiares. Juan y Pablo Horvat y sus aliados ofrecieron formalmente la Corona a Carlos III de Nápoles y le invitaron a Hungría en agosto. También en ese mismo mes, María confirmó la adquisición de Kotor por parte de Tvrtko I de Bosnia en Dalmacia. Segismundo irrumpió en la Alta Hungría, acompañado por sus primos, Jobst y Prokop de Moravia, y ocupó el condado de Pozsony. La reina madre remplazó a Nicolás Garai con Nicolás Szécsi como nádor y nombró a Esteban Lackfi vaivoda de Transilvania y Nicolás Zámbó maestro del tesoro.
En septiembre de 1385, Carlos III de Nápoles desembarcó en Senj en Dalmacia y marchó a Zagreb. Segismundo de Luxemburgo llegó a Buda y convenció a la reina madre de dar su consentimiento para su matrimonio con María. La ceremonia tuvo lugar en esa misma ciudad en octubre, pero Segismundo no fue coronado rey ni recibió ninguna función gubernamental. La reina madre convocó a una nueva dieta y María ratificó nuevamente las libertades de los nobles, pero el régimen de las reinas seguía siendo impopular. Segismundo abandonó Buda e hipotecó los territorios al oeste del río Vág a sus primos moravos. Mientras tanto, Carlos III de Nápoles partió de Zagreb y anunció que quería restablecer la paz y el orden público en Hungría.

### Reinado de Carlos II (1385-1386)

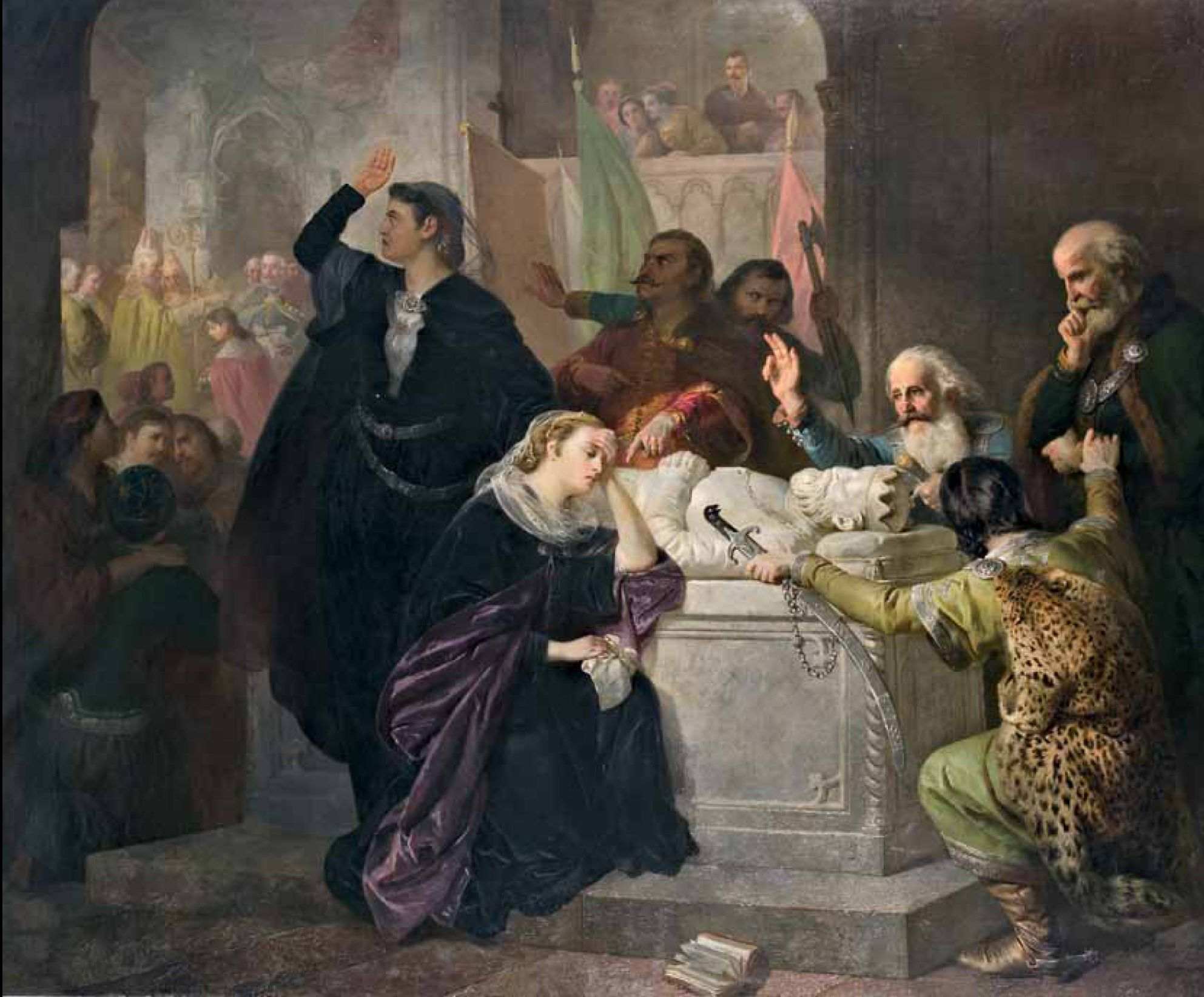
Isabel de Bosnia y su hija María llorando sobre la tumba de Luis I durante la coronación de Carlos II de Hungría y III de Nápoles (József Molnár, c. 1880).

Muchos miembros de la nobleza se unieron a Carlos III de Nápoles, quien marchaba hacia Buda. María y su madre le recibieron ceremoniosamente antes de llegar y él entró a la capital acompañado de las dos reinas a principios de diciembre de 1385. María abdicó sin resistencia a mediados de diciembre por temor a que Carlos III la matara. El nuevo gobernante primero adoptó el título de gobernador, pero la dieta le declaró rey. Carlos III (ya Carlos II) fue coronado rey de Hungría en Székesfehérvár el 31 de diciembre. De acuerdo con el cronista contemporáneo Lorenzo de Monacis, María y su madre, que asistieron a la coronación de Carlos II, visitaron la tumba de Luis I durante la ceremonia y se echaron a llorar a causa de los acontecimientos recientes.
Carlos II no detuvo a María ni su madre, quien continuaron viviendo en el palacio real en Buda. La reina madre Isabel y Nicolás Garai decidieron en secreto deshacerse de Carlos II. Convencieron a Blaise Forgách, maestro de los coperos, de unirse a ellos y le prometieron el dominio de Gimes (hoy Jelenec, Eslovaquia) si asesinaba al rey. Por petición de la reina Isabel, Carlos II la visitó y a su hija el 7 de febrero de 1386. Durante la reunión, Blaise Forgách atacó al rey, hiriéndole gravemente en la cabeza. Carlos II fue llevado a Visegrád, donde murió el 24 de febrero.

### Restauración y captura (1386-1387)
María fue restaurada al trono y su madre gobernando en su nombre. La reina madre informó a los ciudadanos de Kőszeg desde el 14 de febrero que «la reina María había recuperado la Santa Corona». Sin embargo, los hermanos Horvat se alzaron en rebelión en nombre del hijo del rey asesinado, Ladislao I de Nápoles. El esposo de María, Segismundo, y su hermano, Wenceslao, invadieron la Alta Hungría en abril. Después de semanas de negociaciones, las reinas reconocieron la estatus de Segismundo como consorte en un tratado que se firmó en Győr a principios de mayo. También confirmaron la hipoteca de Segismundo sobre las tierras al oeste del Vág a favor de Jobst y Prokop de Moravia. Luego de la firma del tratado, las reinas regresaron a Buda y Segismundo se dirigió a Bohemia, lo que sugiere que no estaba satisfecho con el tratado.

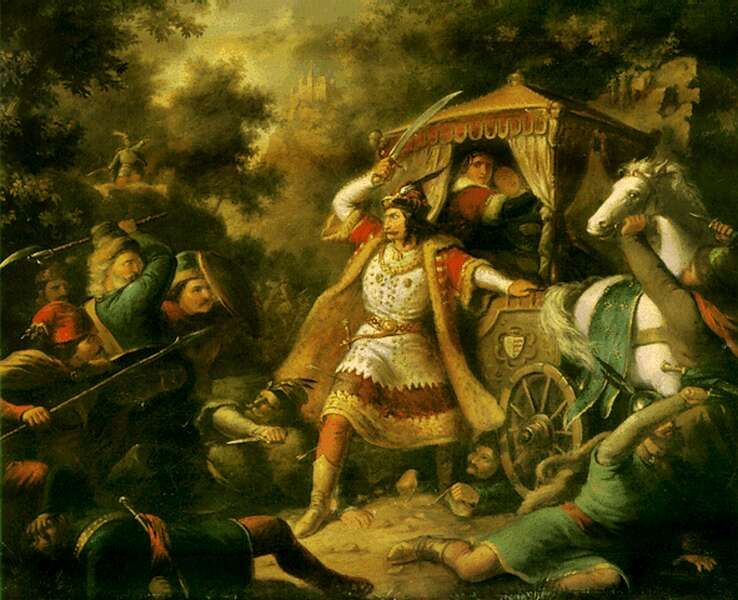
Nicolás Garai defendiendo a su soberana María y su madre Isabel de manos de los croatas (Mihály Kovács, c. 1855).

La reina madre Isabel, quien según el historiador del siglo XV Johannes de Thurocz era «impulsada por la locura», decidió visitar los condados del sur del reino controlados por partidarios de Ladislao I de Nápoles. La reina madre y María partieron hacia Đakovo, acompañadas por Nicolás Garai y un pequeño séquito alrededor del 15 de julio. Sin embargo, Juan Horvát, Juan de Palisna y sus servidores emboscaron y atacaron a las reinas y su séquito en Gorjani el 25 de julio. El pequeño séquito de las reinas luchó contra los atacantes, pero fueron asesinados o capturados. Blaise Forgách y Nicolás Garai fueron decapitados y sus cabezas arrojadas al carruaje de las reinas. Isabel tomó responsabilidad de la rebelión y rogó a los atacantes que perdonaran la vida de su hija, según el relato de Johannes de Thurocz.
María y su madre fueron encarceladas en el castillo de Gomnec, una fortaleza del obispado de Zagreb. En ausencia de las reinas, los barones del reino convocaron una dieta con un recién tallado «sello de los regnicoles» (sigillum regnicolarum; réginicole es un antiguo término jurídico francés que designa a los habitantes naturales de un reino o Estado, en oposición a aubain o «extraño»). En nombre de la reina María, prometieron un perdón general, pero los Horvat rechazaron someterse. Las dos reinas fueron trasportadas a Krupa y de allí al castillo de Novigrad en la costa del mar Adriático. Los barones o la dieta eligieron nádor a Esteban Lackfi y regente a Segismundo de Luxemburgo. Los secuaces de Juan Horvat estrangularon a la reina Isabel en presencia de María a principios de enero. En el mismo mes, Segismundo invadió Eslavonia, pero no pudo vencer a los rebeldes.
Aprovechando la anarquía en Hungría, las tropas polacas invadieron Hálych y Lodomeria en febrero. Solo Vladislao II de Opole, que reclamaba ambos reinos, protestó contra tal acción. Segismundo fue coronado rey el 31 de marzo cuando decidió que el reino ya no podría existir sin un gobernante efectivo. Uno de sus seguidores, Iván de Krk, asedió el castillo de Novigrad con la ayuda de una flota veneciana, al mando de Giovanni Barbarigo. Capturaron el castillo y liberaron a María el 4 de junio de 1387, quien estaba especialmente agradecida con Barbarigo; ella le nombró caballero y le otorgó 600 florines de oro anuales.

### Cogobierno con su marido (1387-1395)

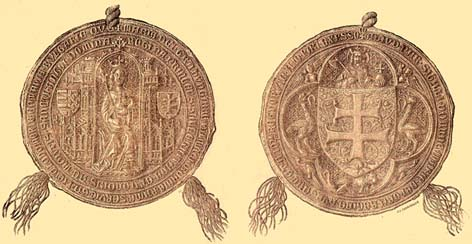
Sello real de María I de Hungría.

María se reunió con su marido en Zagreb el 4 de julio. Permaneció oficialmente como cogobernante junto a Segismundo hasta el final de su vida, pero su influencia en el gobierno era mínima. Las concesiones de tierras de Segismundo siempre fueron aprobadas con el gran sello de María durante el primer año de su gobierno común, pero a partir de entonces los beneficiarios rara vez buscaron la confirmación de ella. Las cartas reales contaban sus años de reinado, pero no desde su coronación sino la de su esposo. Sin embargo, María convenció a su esposo para ordenar la tortura y ejecución a Juan Horvat, capturado en julio de 1394, aunque Segismundo estaba dispuesto a perdonarle la vida.
María estaba encinta cuando se aventuró sola en una cacería por un bosque de Buda el 17 de mayo de 1395. Su caballo tropezó, la arrojó y aterrizó sobre ella. El trauma indujo el parto y dio a luz prematuramente a un hijo. La reina sucumbió a las heridas fatales; al estar lejos de cualquier asistencia médica, su hijo también murió. Fue enterrada en la catedral de Várad (hoy Oradea, Rumania). La hermana de María, Eduviges, reclamó la Corona, pero Segismundo retuvo el poder sin mucha dificultad.

## Ancestros
| \| \| \| \| \| \| \| \| \| \| \| \| \| \| \| \| \| \| \| \| 16. Carlos II de Nápoles \| \| \| \| \| \| \| \| \| \| \| \| \| \| \| \| \| \| \| \| \| \| \| \| \| \| \| \| \| \| \| \| \| \| \| \| \| \| \| \| \| \| \| \| \| \| \| \| \| \| \| \| \| \| 8. Carlos Martel de Anjou-Sicilia \| \| \| \| \| \| \| \| \| \| \| \| \| \| \| \| \| \| \| \| \| \| \| \| \| \| \| \| \| \| \| \| \| \| \| \| \| \| \| \| \| \| \| \| \| \| \| \| \| \| \| \| \| \| 17. María de Hungría \| \| \| \| \| \| \| \| \| \| \| \| \| \| \| \| \| \| \| \| \| \| \| \| \| \| \| \| \| \| \| \| \| \| \| \| \| \| \| \| \| \| \| \| \| \| \| \| \| \| \| \| \| \| 4. Carlos I de Hungría \| \| \| \| \| \| \| \| \| \| \| \| \| \| \| \| \| \| \| \| \| \| \| \| \| \| \| \| \| \| \| \| \| \| \| \| \| \| \| \| \| \| \| \| \| \| \| \| \| \| \| \| \| \| 18. Rodolfo I de Habsburgo \| \| \| \| \| \| \| \| \| \| \| \| \| \| \| \| \| \| \| \| \| \| \| \| \| \| \| \| \| \| \| \| \| \| \| \| \| \| \| \| \| \| \| \| \| \| \| \| \| \| \| \| \| \| 9. Clemencia de Habsburgo \| \| \| \| \| \| \| \| \| \| \| \| \| \| \| \| \| \| \| \| \| \| \| \| \| \| \| \| \| \| \| \| \| \| \| \| \| \| \| \| \| \| \| \| \| \| \| \| \| \| \| \| \| \| 19. Gertrudis de Hohenberg \| \| \| \| \| \| \| \| \| \| \| \| \| \| \| \| \| \| \| \| \| \| \| \| \| \| \| \| \| \| \| \| \| \| \| \| \| \| \| \| \| \| \| \| \| \| \| \| \| \| \| \| \| \| 2. Luis I de Hungría \| \| \| \| \| \| \| \| \| \| \| \| \| \| \| \| \| \| \| \| \| \| \| \| \| \| \| \| \| \| \| \| \| \| \| \| \| \| \| \| \| \| \| \| \| \| \| \| \| \| \| \| \| \| 20. Casimiro I de Cuyavia \| \| \| \| \| \| \| \| \| \| \| \| \| \| \| \| \| \| \| \| \| \| \| \| \| \| \| \| \| \| \| \| \| \| \| \| \| \| \| \| \| \| \| \| \| \| \| \| \| \| \| \| \| \| 10. Vladislao I de Polonia \| \| \| \| \| \| \| \| \| \| \| \| \| \| \| \| \| \| \| \| \| \| \| \| \| \| \| \| \| \| \| \| \| \| \| \| \| \| \| \| \| \| \| \| \| \| \| \| \| \| \| \| \| \| 21. Eufrósine de Opole \| \| \| \| \| \| \| \| \| \| \| \| \| \| \| \| \| \| \| \| \| \| \| \| \| \| \| \| \| \| \| \| \| \| \| \| \| \| \| \| \| \| \| \| \| \| \| \| \| \| \| \| \| \| 5. Isabel de Polonia \| \| \| \| \| \| \| \| \| \| \| \| \| \| \| \| \| \| \| \| \| \| \| \| \| \| \| \| \| \| \| \| \| \| \| \| \| \| \| \| \| \| \| \| \| \| \| \| \| \| \| \| \| \| 22. Boleslao el Piadoso \| \| \| \| \| \| \| \| \| \| \| \| \| \| \| \| \| \| \| \| \| \| \| \| \| \| \| \| \| \| \| \| \| \| \| \| \| \| \| \| \| \| \| \| \| \| \| \| \| \| \| \| \| \| 11. Eduviges de Kalisz \| \| \| \| \| \| \| \| \| \| \| \| \| \| \| \| \| \| \| \| \| \| \| \| \| \| \| \| \| \| \| \| \| \| \| \| \| \| \| \| \| \| \| \| \| \| \| \| \| \| \| \| \| \| 23. Yolanda de Hungría \| \| \| \| \| \| \| \| \| \| \| \| \| \| \| \| \| \| \| \| \| \| \| \| \| \| \| \| \| \| \| \| \| \| \| \| \| \| \| \| \| \| \| \| \| \| \| \| \| \| \| \| \| \| 1. María I de Hungría \| \| \| \| \| \| \| \| \| \| \| \| \| \| \| \| \| \| \| \| \| \| \| \| \| \| \| \| \| \| \| \| \| \| \| \| \| \| \| \| \| \| \| \| \| \| \| \| \| \| \| \| \| \| 24. Prijezda I de Bosnia \| \| \| \| \| \| \| \| \| \| \| \| \| \| \| \| \| \| \| \| \| \| \| \| \| \| \| \| \| \| \| \| \| \| \| \| \| \| \| \| \| \| \| \| \| \| \| \| \| \| \| \| \| \| 12. Esteban I de Bosnia \| \| \| \| \| \| \| \| \| \| \| \| \| \| \| \| \| \| \| \| \| \| \| \| \| \| \| \| \| \| \| \| \| \| \| \| \| \| \| \| \| \| \| \| \| \| \| \| \| \| \| \| \| \| Esteban II de Bosnia \| \| \| \| \| \| \| \| \| \| \| \| \| \| \| \| \| \| \| \| \| \| \| \| \| \| \| \| \| \| \| \| \| \| \| \| \| \| \| \| \| \| \| \| \| \| \| \| \| \| \| \| \| \| 26. Esteban Dragutin de Serbia \| \| \| \| \| \| \| \| \| \| \| \| \| \| \| \| \| \| \| \| \| \| \| \| \| \| \| \| \| \| \| \| \| \| \| \| \| \| \| \| \| \| \| \| \| \| \| \| \| \| \| \| \| \| 13. Isabel de Serbia \| \| \| \| \| \| \| \| \| \| \| \| \| \| \| \| \| \| \| \| \| \| \| \| \| \| \| \| \| \| \| \| \| \| \| \| \| \| \| \| \| \| \| \| \| \| \| \| \| \| \| \| \| \| 27. Catalina de Hungría \| \| \| \| \| \| \| \| \| \| \| \| \| \| \| \| \| \| \| \| \| \| \| \| \| \| \| \| \| \| \| \| \| \| \| \| \| \| \| \| \| \| \| \| \| \| \| \| \| \| \| \| \| \| 3. Isabel de Bosnia \| \| \| \| \| \| \| \| \| \| \| \| \| \| \| \| \| \| \| \| \| \| \| \| \| \| \| \| \| \| \| \| \| \| \| \| \| \| \| \| \| \| \| \| \| \| \| \| \| \| \| \| \| \| 28. Ziemomysł de Cuyavia \| \| \| \| \| \| \| \| \| \| \| \| \| \| \| \| \| \| \| \| \| \| \| \| \| \| \| \| \| \| \| \| \| \| \| \| \| \| \| \| \| \| \| \| \| \| \| \| \| \| \| \| \| \| 14. Casimiro III de Cuyavia \| \| \| \| \| \| \| \| \| \| \| \| \| \| \| \| \| \| \| \| \| \| \| \| \| \| \| \| \| \| \| \| \| \| \| \| \| \| \| \| \| \| \| \| \| \| \| \| \| \| \| \| \| \| 29. Salomé de Pomerania \| \| \| \| \| \| \| \| \| \| \| \| \| \| \| \| \| \| \| \| \| \| \| \| \| \| \| \| \| \| \| \| \| \| \| \| \| \| \| \| \| \| \| \| \| \| \| \| \| \| \| \| \| \| Isabel de Cumania \| \| \| \| \| \| \| \| \| \| \| \| \| \| \| \| \| \| \| \| \| \| \| \| \| \| \| \| \| \| \| \| \| \| \| \| \| \| \| \| \| \| \| \| \| \| \| \| \| \| \| \| |                                   |  |  |  |  |  |  |  |  |  |  |  |  |  |  |  |
| |                                   |  |  |  |  |  |  |  |  |  |  |  |  |  |  |  |
| | 16. Carlos II de Nápoles          |  |  |  |  |  |  |  |  |  |  |  |  |  |  |  |
| |                                   |  |  |  |  |  |  |  |  |  |  |  |  |  |  |  |
| |                                   |  |  |  |  |  |  |  |  |  |  |  |  |  |  |  |
| | 8. Carlos Martel de Anjou-Sicilia |  |  |  |  |  |  |  |  |  |  |  |  |  |  |  |
| |                                   |  |  |  |  |  |  |  |  |  |  |  |  |  |  |  |
| |                                   |  |  |  |  |  |  |  |  |  |  |  |  |  |  |  |
| | 17. María de Hungría              |  |  |  |  |  |  |  |  |  |  |  |  |  |  |  |
| |                                   |  |  |  |  |  |  |  |  |  |  |  |  |  |  |  |
| |                                   |  |  |  |  |  |  |  |  |  |  |  |  |  |  |  |
| | 4. Carlos I de Hungría            |  |  |  |  |  |  |  |  |  |  |  |  |  |  |  |
| |                                   |  |  |  |  |  |  |  |  |  |  |  |  |  |  |  |
| |                                   |  |  |  |  |  |  |  |  |  |  |  |  |  |  |  |
| | 18. Rodolfo I de Habsburgo        |  |  |  |  |  |  |  |  |  |  |  |  |  |  |  |
| |                                   |  |  |  |  |  |  |  |  |  |  |  |  |  |  |  |
| |                                   |  |  |  |  |  |  |  |  |  |  |  |  |  |  |  |
| | 9. Clemencia de Habsburgo         |  |  |  |  |  |  |  |  |  |  |  |  |  |  |  |
| |                                   |  |  |  |  |  |  |  |  |  |  |  |  |  |  |  |
| |                                   |  |  |  |  |  |  |  |  |  |  |  |  |  |  |  |
| | 19. Gertrudis de Hohenberg        |  |  |  |  |  |  |  |  |  |  |  |  |  |  |  |
| |                                   |  |  |  |  |  |  |  |  |  |  |  |  |  |  |  |
| |                                   |  |  |  |  |  |  |  |  |  |  |  |  |  |  |  |
| | 2. Luis I de Hungría              |  |  |  |  |  |  |  |  |  |  |  |  |  |  |  |
| |                                   |  |  |  |  |  |  |  |  |  |  |  |  |  |  |  |
| |                                   |  |  |  |  |  |  |  |  |  |  |  |  |  |  |  |
| | 20. Casimiro I de Cuyavia         |  |  |  |  |  |  |  |  |  |  |  |  |  |  |  |
| |                                   |  |  |  |  |  |  |  |  |  |  |  |  |  |  |  |
| |                                   |  |  |  |  |  |  |  |  |  |  |  |  |  |  |  |
| | 10. Vladislao I de Polonia        |  |  |  |  |  |  |  |  |  |  |  |  |  |  |  |
| |                                   |  |  |  |  |  |  |  |  |  |  |  |  |  |  |  |
| |                                   |  |  |  |  |  |  |  |  |  |  |  |  |  |  |  |
| | 21. Eufrósine de Opole            |  |  |  |  |  |  |  |  |  |  |  |  |  |  |  |
| |                                   |  |  |  |  |  |  |  |  |  |  |  |  |  |  |  |
| |                                   |  |  |  |  |  |  |  |  |  |  |  |  |  |  |  |
| | 5. Isabel de Polonia              |  |  |  |  |  |  |  |  |  |  |  |  |  |  |  |
| |                                   |  |  |  |  |  |  |  |  |  |  |  |  |  |  |  |
| |                                   |  |  |  |  |  |  |  |  |  |  |  |  |  |  |  |
| | 22. Boleslao el Piadoso           |  |  |  |  |  |  |  |  |  |  |  |  |  |  |  |
| |                                   |  |  |  |  |  |  |  |  |  |  |  |  |  |  |  |
| |                                   |  |  |  |  |  |  |  |  |  |  |  |  |  |  |  |
| | 11. Eduviges de Kalisz            |  |  |  |  |  |  |  |  |  |  |  |  |  |  |  |
| |                                   |  |  |  |  |  |  |  |  |  |  |  |  |  |  |  |
| |                                   |  |  |  |  |  |  |  |  |  |  |  |  |  |  |  |
| | 23. Yolanda de Hungría            |  |  |  |  |  |  |  |  |  |  |  |  |  |  |  |
| |                                   |  |  |  |  |  |  |  |  |  |  |  |  |  |  |  |
| |                                   |  |  |  |  |  |  |  |  |  |  |  |  |  |  |  |
| | 1. María I de Hungría             |  |  |  |  |  |  |  |  |  |  |  |  |  |  |  |
| |                                   |  |  |  |  |  |  |  |  |  |  |  |  |  |  |  |
| |                                   |  |  |  |  |  |  |  |  |  |  |  |  |  |  |  |
| | 24. Prijezda I de Bosnia          |  |  |  |  |  |  |  |  |  |  |  |  |  |  |  |
| |                                   |  |  |  |  |  |  |  |  |  |  |  |  |  |  |  |
| |                                   |  |  |  |  |  |  |  |  |  |  |  |  |  |  |  |
| | 12. Esteban I de Bosnia           |  |  |  |  |  |  |  |  |  |  |  |  |  |  |  |
| |                                   |  |  |  |  |  |  |  |  |  |  |  |  |  |  |  |
| |                                   |  |  |  |  |  |  |  |  |  |  |  |  |  |  |  |
| | Esteban II de Bosnia              |  |  |  |  |  |  |  |  |  |  |  |  |  |  |  |
| |                                   |  |  |  |  |  |  |  |  |  |  |  |  |  |  |  |
| |                                   |  |  |  |  |  |  |  |  |  |  |  |  |  |  |  |
| | 26. Esteban Dragutin de Serbia    |  |  |  |  |  |  |  |  |  |  |  |  |  |  |  |
| |                                   |  |  |  |  |  |  |  |  |  |  |  |  |  |  |  |
| |                                   |  |  |  |  |  |  |  |  |  |  |  |  |  |  |  |
| | 13. Isabel de Serbia              |  |  |  |  |  |  |  |  |  |  |  |  |  |  |  |
| |                                   |  |  |  |  |  |  |  |  |  |  |  |  |  |  |  |
| |                                   |  |  |  |  |  |  |  |  |  |  |  |  |  |  |  |
| | 27. Catalina de Hungría           |  |  |  |  |  |  |  |  |  |  |  |  |  |  |  |
| |                                   |  |  |  |  |  |  |  |  |  |  |  |  |  |  |  |
| |                                   |  |  |  |  |  |  |  |  |  |  |  |  |  |  |  |
| | 3. Isabel de Bosnia               |  |  |  |  |  |  |  |  |  |  |  |  |  |  |  |
| |                                   |  |  |  |  |  |  |  |  |  |  |  |  |  |  |  |
| |                                   |  |  |  |  |  |  |  |  |  |  |  |  |  |  |  |
| | 28. Ziemomysł de Cuyavia          |  |  |  |  |  |  |  |  |  |  |  |  |  |  |  |
| |                                   |  |  |  |  |  |  |  |  |  |  |  |  |  |  |  |
| |                                   |  |  |  |  |  |  |  |  |  |  |  |  |  |  |  |
| | 14. Casimiro III de Cuyavia       |  |  |  |  |  |  |  |  |  |  |  |  |  |  |  |
| |                                   |  |  |  |  |  |  |  |  |  |  |  |  |  |  |  |
| |                                   |  |  |  |  |  |  |  |  |  |  |  |  |  |  |  |
| | 29. Salomé de Pomerania           |  |  |  |  |  |  |  |  |  |  |  |  |  |  |  |
| |                                   |  |  |  |  |  |  |  |  |  |  |  |  |  |  |  |
| |                                   |  |  |  |  |  |  |  |  |  |  |  |  |  |  |  |
| | Isabel de Cumania                 |  |  |  |  |  |  |  |  |  |  |  |  |  |  |  |
| |                                   |  |  |  |  |  |  |  |  |  |  |  |  |  |  |  |
| |                                   |  |  |  |  |  |  |  |  |  |  |  |  |  |  |  |